# Wings (album BTS)
WINGS – drugi album studyjny południowokoreańskiej grupy BTS, wydany 10 października 2016 roku. Album składa się z 15 utworów, głównym singlem jest „Blood Sweat & Tears” (kor. 피 땀 눈물 Pi ttam nunmul). Sprzedał się w nakładzie 844 433 egzemplarzy w Korei Południowej (stan na grudzień 2017 r.).
Został on wybrany jako "Najlepszy Album Kpopowy 2016 roku" przez Billboard i zdobył nagrodę „Albumu Roku” podczas 2017 Seoul Music Awards. Album okazał się sukcesem komercyjnym, bijąc różne krajowe i międzynarodowe rekordy. Na liście Billboard 200 zajął 26. pozycję, czyniąc go najwyżej notowanym koreańskim albumem na tej liście, a także pierwszym notowanym dłużej niż tydzień.
Główny singel z płyty, „Blood Sweat & Tears”, został pierwszym hitem zespołu, który zadebiutował na 1. pozycji listy Gaon Digital Chart. Album był najlepiej sprzedającym się albumem 2016 roku.
15 marca 2017 roku album ukazał się w Japonii, wydany przez Pony Canyon.

## Lista utworów
| Nr  | Tytuł                                                                                    | Słowa i kompozycja                                                                                    | Produkcja                                              | Czas |
| --- | ---------------------------------------------------------------------------------------- | --- | ------------------------------------------------------ | ---- |
| 1.  | "Intro: Boy Meets Evil"                                                                  | J-Hope, Rap Monster, Pdogg                                                                            | J-Hope, Pdogg                                          | 2:01 |
| 2.  | "Blood Sweat & Tears" (kor. 피 땀 눈물 Pi ttam nunmul)                                   | Pdogg, Rap Monster, Suga, J-Hope,"Hitman" Bang, Kim Do-hoon                                           | Pdogg                                                  | 3:37 |
| 3.  | "Begin" (Jungkook solo)                                                                  | Rap Monster, Tony Esterly, David Quinones                                                             | Pdogg                                                  | 3:49 |
| 4.  | "Lie" (Jimin solo)                                                                       | DOCSKIM, SUMIN, Jimin, Pdogg, "Hitman" Bang                                                           | DOCSKIM                                                | 3:35 |
| 5.  | "Stigma" (V solo)                                                                        | Philtre, Slow Rabbit, V, "Hitman" Bang, Sonnim                                                        | Philtre                                                | 3:36 |
| 6.  | "First Love" (Suga solo)                                                                 | Suga, Miss Kay                                                                                        | Suga, Miss Kay                                         | 3:09 |
| 7.  | "Reflection" (Rap Monster solo)                                                          | Rap Monster, Slow Rabbit                                                                              | Rap Monster, Slow Rabbit                               | 3:53 |
| 8.  | "MAMA" (J-Hope solo)                                                                     | J-Hope, Primary, Pdogg                                                                                | Primary, Pdogg                                         | 3:32 |
| 9.  | "Awake" (Jin solo)                                                                       | Slow Rabbit, Jin, J-Hope, June, Pdogg, Rap Monster, "Hitman" Bang                                     | Slow Rabbit, Jin                                       | 3:46 |
| 10. | "Lost"                                                                                   | Rap Monster, Pdogg, Supreme Boi, Peter Ibsen, Richard Rawson, Lee Paul Williams, June                 | Pdogg                                                  | 4:01 |
| 11. | "BTS Cypher Pt. 4"                                                                       | Rap Monster, J-Hope, Suga, Chris 'Tricky' Stewart, Medor J. Pierre                                    | Chris 'Tricky' Stewart, Medor J. Pierre                | 4:55 |
| 12. | "Am I Wrong" (Keb’ Mo’ sample/cover)                                                     | Keb’ Mo’, Sam Klempner, James Reynolds, Josh Wilkinson, Rap Monster, Supreme Boi, Gaeko, Pdogg, ADORA | Keb’ Mo’, Sam Klempner, James Reynolds, Josh Wilkinson | 3:33 |
| 13. | "21st Century Girl" (kor. 21세기 소녀 21 Segi Sonyeo)                                    | Rap Monster, Pdogg, "Hitman" Bang, Supreme Boi                                                        | Pdogg                                                  | 3:12 |
| 14. | "2! 3! (Geulaedo Joheun Nalideo Manhgileul)" (kor. 둘! 셋! (그래도 좋은 날이 더 많기를)) | Rap Monster, J-Hope, Suga, Slow Rabbit, Pdogg, "Hitman" Bang                                          | Slow Rabbit, Pdogg                                     | 4:32 |
| 15. | "Interlude: Wings"                                                                       | Rap Monster, J-Hope, Suga, Pdogg, ADORA                                                               | Pdogg                                                  | 2:24 |

## You Never Walk Alone
13 lutego 2017 roku album został wydany ponownie pod nowym tytułem You Never Walk Alone i zawierał dodatkowo cztery nowe utwory, w tym Not Today oraz główny singel Spring Day (kor. 봄날 Bomnal). Osiągnął 1 pozycję na liście Gaon Album Chart w Korei Południowej, sprzedając się w liczbie 768 402 egzemplarzy (stan na grudzień 2017).

### Lista utworów
| Nr  | Tytuł                                         | Słowa i kompozycja                                                          | Produkcja | Czas |
| --- | --------------------------------------------- | --------------------------------------------------------------------------- | --------- | ---- |
| 15. | "Spring Day" (kor. 봄날 Bomnal)               | Pdogg, Rap Monster, ADORA, Bang Si-hyuk, Arlissa Ruppert, Peter Ibsen, Suga | Pdogg     | 4:34 |
| 16. | "Not Today"                                   | Pdogg, Bang Si-hyuk, Rap Monster, Supreme Boi, June                         | Pdogg     | 3:51 |
| 17. | "Outro: Wings"                                | Pdogg, ADORA, Rap Monster, J-Hope, Suga                                     | Pdogg     | 3:45 |
| 18. | "A Supplementary Story: You Never Walk Alone" | Pdogg, Bang Si-hyuk, Rap Monster, Suga, J-Hope, Supreme Boi                 | Pdogg     | 2:36 |

## Notowania
| Lista                                         | Najwyższa pozycja |
| --------------------------------------------- | ----------------- |
| Gaon Weekly Album Chart                       | 1                 |
| Gaon Yearly Album Chart (2014)                | 1                 |
| Belgian Albums (Ultratop Flanders)            | 72                |
| Belgian Albums (Ultratop Wallonia)            | 149               |
| Billboard Canadian Albums                     | 19                |
| MegaCharts                                    | 68                |
| Musiikkituottajat                             | 31                |
| Syndicat national de l’édition phonographique | 161               |
| IRMA                                          | 71                |
| Oricon Albums Chart                           | 7                 |
| Billboard Japan Hot Albums                    | 11                |
| New Zealand Albums (RMNZ)                     | 24                |
| VG-lista                                      | 24                |
| Scottish Albums (OCC)                         | 55                |
| Sverigetopplistan                             | 56                |
| UK Albums (OCC)                               | 62                |
| Billboard 200                                 | 26                |
| Billboard Independent Albums                  | 9                 |
| Billboard World Albums                        | 1                 |

| Lista                                 | Najwyższa pozycja |
| ------------------------------------- | ----------------- |
| Gaon Weekly Album Chart               | 1                 |
| Gaon Monthly Album Chart              | 1                 |
| Billboard Canadian Albums             | 35                |
| Billboard Japan Hot Albums            | 38                |
| New Zealand Heatseekers Albums (RMNZ) | 3                 |
| Billboard 200                         | 61                |
| Billboard Independent Albums          | 19                |
| Billboard World Albums                | 1                 |